# Невероятният д-р Пол
Невероятният д-р Пол (на английски: The Incredible Dr. Pol) е американско телевизионно риалити предаване на Нат Джио Уайлд, което проследява родения в Нидерландия ветеринар Иън Пол и неговото семейство и служители по време на практиката му в провинция Уейдман, Мичиган. Премиерата на поредицата е на 29 октомври 2011 г., като всяка година се снимат два или три сезона. В България шоуто се излъчва от 2011 г., озвучено на български език.кгсгсгкссс

## Участници
- Иън Пол (роден на 4 септември 1942 г. във Ватерен, Нидерландия)[5] завършва ветеринарна медицина през 1970 г. в Утрехтския университет. Премества се със съпругата си Даян в Харбър Бийч, Мичиган, а Пол работи за ветеринарен лекар повече от 10 години. След това, през 1981 г., семейството се премества в Уейдман, Мичиган, където започва собствена практика, Ветеринарни услуги Пол.[6][7][8]Д-р Пол преглежда от големи до малки животни. Поради липсата на спешни грижи за болници за животни в този селски район, спешните случаи представляват голяма част от практиката.[9] Той твърди, че е обслужвал над 19 000 клиенти в дългогодишната си практика.[10]
- Даян Пол (родена през 1943 г. в Мейвил, Мичиган) се запознава с Иън Пол през 1961 г. Тя има магистърска степен и е работила като учителка в началното училище в Харбър бийч. Даян и Иън са женени от 50 години.[11]
- Чарлз Пол (завършва през 2003 г. Маямския университет) е продуцент на предаването.[2][12]
- Бренда Гретенбергер (родена през 1967 г. в Итън Рапидс, Мичиган) завършва Университетския колеж по ветеринарна медицина в Мичиган през 1992 г.[13]
- Емили Томас (родена през 1984 г. в Уорнър Робинс, Джорджия) завършва Колежа по ветеринарна медицина в Университета на Джорджия през 2010 г., омъжена е и е майка на три деца. Емили напуска клиниката (и предаването) през 2019 г. Тя се премества със семейството си във Вирджиния, където започва нова работа.[14]
- Никол Арси (родена на 20 декември 1993 г. в Диърборн, Мичиган) завършва Колежа по ветеринарна медицина към Университета на Мисури.
- Рей Харп се появява в предаването от 2019 г. до 2021 г.
- Лиза Джоунс завършва ветеринарна медицина в Университета на Корнел.
- Тейтър е котката в офиса.

## Продукция
Пол е изненадан, че предаването се превръща в хит, „гледано е от всички възрасти, голямо семейно шоу и мисля, че това е толкова фантастично“. Той признава заслугата на сина си Чарлз, който е продуцент на сериала и който успешно представя поредицата на Нешънъл Джиографик. Според Пол Чарлз го посъветвал: „Татко, върши си работата. Това е достатъчно интересно. Не гледай в камерата, не прави нищо за камерата“. Пол допълва „... не е по сценарий; истинско е“.

## Правно противоречие
През 2014 г. Пол е глобен с 500 долара и лицензът му е поставен на изпитателен срок от Борда по ветеринарна медицина в Мичиган за това, че не е носил подходящо хирургическо облекло по време на лечение на бостънски териер. Година по-късно постановлението е отменено от Мичиганския апелативен съд, който прекратява делото, като установява, че няма доказателства за нарушение на стандарта за грижа и цитирайки, че собствениците на въпросното животно са доволни от резултата.

## Спиноф
Спиноф поредицата Невероятната ферма на семейство Пол е представена премиерно по Нат Джио Уайлд на 6 януари 2024 г. Новото шоу проследява Чарлз Пол и семейството му, докато работят за създаването на ферма върху 140 хектара незастроен имот. Премиерата за България е на 18 март 2024 г., като епизодите са дублирани на български език.